# ГЕС Gariep
ГЕС Gariep – гідроелектростанція в центральній частині Південно-Африканської Республіки. Знаходячись перед ГЕС Vanderkloof, становить верхній ступінь в каскаді на річці Оранжевій. Станом на середину 2010-х найпотужніша ГЕС в країні (без урахування гідроакумулюючих станцій).
В межах проекту річку перекрили бетонною комбінованою греблею. Оскільки в обраному для будівництва місці долина Оранжевої була занадто широкою для використання чисто аркової споруди, з обох боків від неї звели гравітаційні ділянки, котрі слугують упором для арки. Гребля має висоту 90,5 метра, довжину 914 метрів та потребувала 1,7 млн м3 матеріалу. Вона утворила найбільше у ПАР водосховище з площею поверхні 370 км2 та об’ємом 5,5 млрд м3.
Розташований на лівому березі у 300 метрах від греблі машинний зал в 1971 році обладнали двома турбінами типу Френсіс потужністю по 90 МВт, а в 1976-му їх доповнили ще двома такими ж гідроагрегатами. Це обладнання працює при напорі у 55 метрів та забезпечує середньорічне виробництво на рівні біля 0,9 млрд кВт-год.
Окрім виробництва електроенергії комплекс Gariep виконує функцію іригації в долині Оранжевої, а також використовується для перекидання води на північ (до сточища Ваалю) та на південь (у долини річок, що течуть в меридіональному напрямку та впадають в океан на південному краю африканського континенту). У останньому випадку ресурс спочатку потрапляє до Великої рибної річки по тунелю довжиною 82 км, а потім із неї до сточища Sundays.
Особливістю агрегатів станції є те, що вони можуть працювати у ролі синхронного компенсатора, допомагаючи забезпечити стабільну роботу енергосистеми.